# Toivo Loukola
Toivo Loukola   (Kortesjärvi, 2 d'octubre de 1902 - Hèlsinki, 10 de gener de 1984) va ser un atleta finlandès, especialista en curses de mig fons i fons, que va competir durant les dècades de 1920 i 1930.
El 1928 va prendre part en els Jocs Olímpics d'Amsterdam, on va disputar dues proves del programa d'atletisme. Va guanyar la medalla d'or en els 3.000 metres obstacles, tot superant en la final als seus compatriotes Paavo Nurmi i Ove Andersen per més de 10 segons i establint un nou rècord del món de l'especialitat amb 9' 21.8". En els 10.000 metres fou setè.
En el seu palmarès també destaquen 11 campionats nacionals en 5.000 metres (1928-29), 10.000 metres (1928-29, 1932 i 1936) i 3.000 metres obstacles (1928-32). Era policia.

## Millors marques
- 1.500 metres. 3' 58.4" (1931)
- 3.000 metres obstacles. 9' 21.8" (1928)
- 5.000 metres. 14' 48.2" (1930)
- 10.000 metres. 31' 12.9" (1929)[1][2]